# علاقات إسرائيل الخارجية

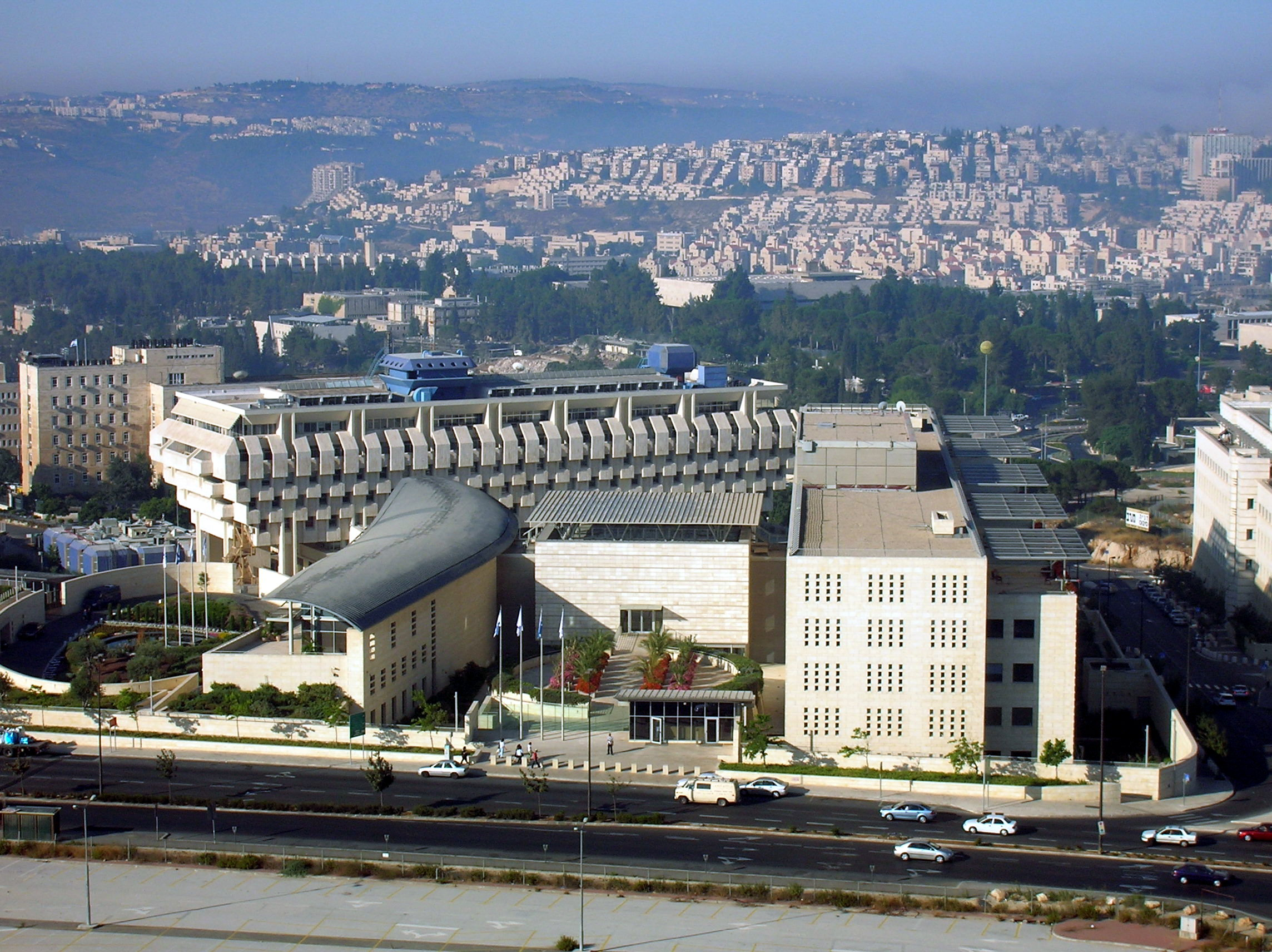
مبنى وزارة الخارجية الإسرائيلية في القدس.

علاقات إسرائيل الخارجية تشير إلى العلاقات الدبلوماسية والاتفاقات الدولية بين إسرائيل والبلدان الأخرى في جميع أنحاء العالم.
انضمت إسرائيل إلى الأمم المتحدة يوم 11 مايو، 1949. إسرائيل تقيم علاقات دبلوماسية مع 157 دولة (156 من 192 الأخرى الأعضاء في الأمم المتحدة، إضافةً للكرسي الرسولي). وقد اقامت علاقات دبلوماسية أو تجارية مع عدة دول عربية وإسلامية، رغم أن عدداً من هذه الدول قطعت هذه العلاقات الآن. إسرائيل تقيم علاقات دبلوماسية كاملة وفتح الحدود مع الجارتين مصر والأردن منذ توقيع معاهدات سلام معهم في عام 1979 و1994 على التوالي.
كانت الصداقة الوثيقة مع الولايات المتحدة المحور الأساسي للسياسة الخارجية الإسرائيلية لعدة عقود. ومنذ إنشاء دولة إسرائيل في 1948 حتى الثورة الإيرانية وسقوط سلالة بهلوي في 1979، ظلت إسرائيل وإيران تحتفظان بعلاقات وثيقة. وكانت إيران الدولة الثانية ذات الأغلبية المسلمة التي اعترفت بإسرائيل كدولة ذات سيادة بعد تركيا. وفي منتصف القرن العشرين، نفذت إسرائيل برامج واسعة النطاق للمعونة الأجنبية والتعليم في أفريقيا، وأوفدت خبراء في الزراعة وإدارة المياه والرعاية الصحية.
خلال عقد 2000، حذرت وزارة الخارجية من أن النفوذ المتزايد للاتحاد الأوروبي سيزيد من عزلة إسرائيل في الشؤون العالمية. وفي أعقاب سلسلة من الخلافات الدبلوماسية مع تركيا وصعود الإخوان المسلمين في مصر في 2011، كانت لإسرائيل علاقات غير ودية بشكل متزايد مع تلك البلدان لبضع سنوات قبل أن تتحسن الأمور. وخلال الفترة نفسها تقريبًا، تعززت العلاقات الإسرائيلية مع العديد من البلدان في أوروبا بما فيها اليونان وقبرص في سياق مثلث الطاقة وفي آسيا، بما في ذلك الصين والهند، وذلك إلى حد كبير بسبب نمو اقتصاد التكنولوجيا الفائقة في إسرائيل. وقد تحسنت العلاقات الإسرائيلية مع مصر منذ أن تمت إزالة الإخوان المسلمين من السلطة هناك، في حين أن العلاقات مع تركيا كانت متفاوتة منذ أن كانت في أسوأ حالاتها عام 2010 ولكنها أقل سوءًا من تلك النقطة.

## العضوية في المنظمات الدولية
المنظمة الدولية الأولى التي انضمت إليها الحكومة الإسرائيلية هي المجلس الدولي للقمح، الذي أنشئ كجزء من برنامج النقطة الرابعة في أوائل 1949. ومنذ 11 مايو 1949، كانت دولة إسرائيل عضوًا في الأمم المتحدة.
إسرائيل عضو في العديد من الوكالات داخل الأمم المتحدة، بما في ذلك منظمة الأمم المتحدة للتربية والعلم والثقافة (يونسكو)، و‌المفوضية العليا للأمم المتحدة لشؤون اللاجئين، و‌منظمة الأغذية والزراعة (فاو). كما تشارك إسرائيل في المنظمات الدولية الأخرى مثل الوكالة الدولية للطاقة الذرية، و‌منظمة الصحة العالمية.
وفي إطار اليونسكو، فإن إسرائيل عضو في العديد من البرامج والمنظمات الدولية. وفي مجال العلوم، فإن إسرائيل عضو نشط في برنامج الإنسان والمحيط الحيوي، واللجنة الأوقيانوغرافية الحكومية الدولية، والبرنامج الهيدرولوجي الدولي، و‌المسرع الضوئي الخاص بأبحاث العلوم التجريبية والتطبيقية في الشرق الأوسط (سيزامي)، والبرنامج الدولي لعلوم الأرض. المنظمات الأخرى البارزة التي إسرائيل عضو نشط فيها تتضمن حركة التعليم للجميع، والمركز الأوروبي للتعليم العالي، و‌لجنة التراث العالمي، و‌المركز الدولي لدراسة صون وترميم الممتلكات الثقافية، و‌المجلس الدولي للمعالم والمواقع. تجري العلاقات من خلال اللجنة الوطنية الإسرائيلية بالنسبة لليونسكو.
وقد انضمت إسرائيل إلى البرامج الإطارية للاتحاد الأوروبي للبحث والتطوير التكنولوجي في 1994، وهي عضو في المنظمة الأوروبية للأبحاث النووية، والمنظمة الأوروبية لعلم الأحياء الجزيئية، و‌مختبر علم الأحياء الجزيئي الأوروبي. وهي أيضًا عضو في بنك التسويات الدولية منذ 2003.
في 10 مايو 2010، دعيت إسرائيل إلى الانضمام إلى منظمة التعاون الاقتصادي والتنمية. وإسرائيل عضو في منتدى الحوار المتوسطي للناتو. في 2014 انضمت إسرائيل إلى نادي باريس.

## العلاقات الدبلوماسية

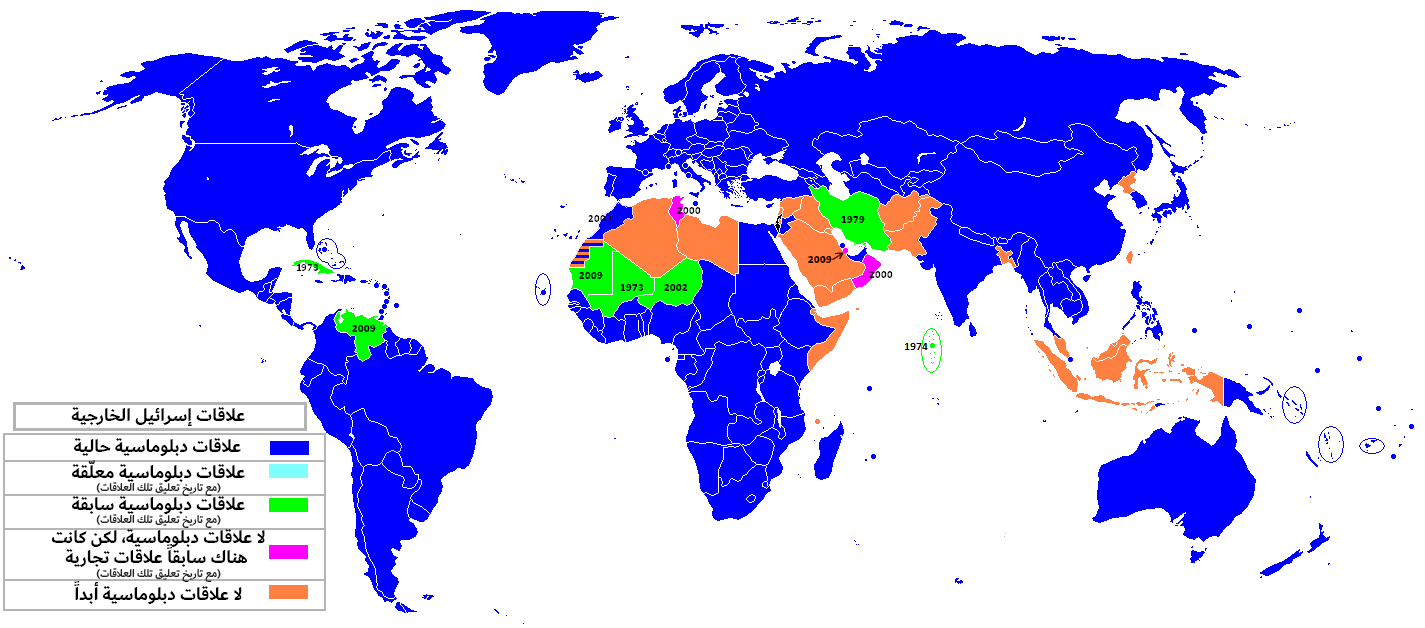
خريطة العالم تظهر حالة العلاقات الدبلوماسية الإسرائيلية.

بعد إنشاء دولة إسرائيل في 1948، تعرضت إسرائيل لمقاطعة جامعة الدول العربية والمحاولات الرامية إلى عزل الدولة دبلوماسيًا. واليوم، تقيم إسرائيل علاقات دبلوماسية مع 162 من الدول الأعضاء الأخرى الـ193 في في الأمم المتحدة وكذلك مع الكرسي الرسولي (الفاتيكان) غير العضو و‌الاتحاد الأوروبي. وتعترف بعض الدول بإسرائيل بوصفها دولة، ولكن ليس لها علاقات دبلوماسية. وكانت لعدة بلدان علاقات دبلوماسية مع إسرائيل، ولكنها قامت منذ ذلك الحين بقطعها أو تعليقها (بوليفيا و‌كوبا و‌فنزويلا في أمريكا اللاتينية؛ موريتانيا في الجامعة العربية؛ تشاد و‌مالي و‌النيجر في أفريقيا غير العربية؛ و‌إيران حتى الثورة الإسلامية). وقد استأنفت بعض هذه البلدان منذ ذلك الحين علاقاتها. بالإضافة إلى ذلك، فإن عددًا من البلدان (وجميعها أعضاء في جامعه الدول العربية) التي كان لها في وقت من الأوقات علاقات اقتصادية رسمية (مكاتب تجارية في المقام الأول) مع إسرائيل لم ترق إلى العلاقات الدبلوماسية الكاملة، قطعت هذه العلاقات (البحرين و‌المغرب و‌عمان و‌قطر و‌تونس).

### لا اعتراف أو علاقات دبلوماسية
في الوقت الحاضر، فإن ما مجموعه 31 من الدول الأعضاء في الأمم المتحدة لا تعترف بدولة إسرائيل أو لا تقيم معها علاقات دبلوماسية بصورة عامة أو جزئية: 18 من أعضاء الأمم المتحدة الـ22 في جامعة الدول العربية: الجزائر و‌جزر القمر و‌جيبوتي و‌العراق و‌الكويت و‌لبنان و‌ليبيا و‌موريتانيا و‌عمان و‌قطر و‌السعودية و‌الصومال و‌‌سوريا و‌تونس و‌ اليمن (ويستثنى من ذلك ستة بلدان هي مصر و‌الأردن و‌الإمارات العربية المتحدة و‌البحرين والمغرب والسودان)10 أعضاء آخرين في منظمة التعاون الإسلامي: أفغانستان و‌إندونيسيا و‌إيران و‌باكستان و‌بنغلاديش و‌بروناي و‌تشاد و‌مالي و‌ماليزيا و‌النيجر؛ و‌بوتان و‌كوبا و‌كوريا الشمالية. بعض هذه البلدان يقبل جوازات سفر إسرائيلية ويعترف بمؤشرات أخرى علي السيادة الإسرائيلية. فيما يلي الدول الأعضاء في الأمم المتحدة التي ليس لإسرائيل علاقات دبلوماسية معها (فترة العلاقات السابقة موسومة بين قوسين):
- أفريقيا:

تشاد (1960–1972); جزر القمر; جيبوتي; ليبيا; مالي (1960–1973); المغرب (1994–2000); موريتانيا (2000–2009); النيجر (1960–1973, 1996–2002); وتونس (1996–2000),
(الجزائر، ليبيا، الصومال والسودان لا يعترفون بإسرائيل.)
- الأمريكتين:

بوليفيا (1950–2009); كوبا، (1950–1973); وفنزويلا (1950–2009).
- شرق آسيا:

كوريا الشمالية. (لا تعترف بإسرائيل كدولة.)
- الشرق الأوسط:

إيران (1948–1951، 1953–1979); العراق; الكويت; لبنان; عمان (1996–2000); قطر (1996–2009); (إيران، العراق، الكويت، لبنان، السعودية، سوريا،واليمن لا يعترفون بإسرائيل.)
- جنوب ووسط آسيا:

أفغانستان; بنغلاديش; بوتان (التي لها علاقات دبلوماسية مع 53 بلدًا فقط); وباكستان.
(أفغانستان، بنغلاديش, وباكستان لا يعترفون بإسرائيل كدولة.)
- جنوب شرق آسيا:

بروناي; ماليزيا; وإندونيسيا،
(لا تعترف أي من هذه البلدان بإسرائيل.)

### غير أعضاء في الأمم المتحدة
ليس لإسرائيل علاقات دبلوماسية مع الدول أو الكيانات التالية:
- تايوان (تايوان)، التي تعترف بإسرائيل، ولكنها لا تقيم علاقات رسمية (رغم وجود علاقات غير رسمية) بسبب اعتراف إسرائيل بجمهورية الصين الشعبية.
- الدول الأخرى ذات الاعتراف المحدود:

أبخازيا؛ كوسوفو؛ مرتفعات قره باغ؛ جمهورية شمال قبرص التركية؛ دولة فلسطين؛ الجمهورية الصحراوية (التي لا تعترف بإسرائيل كدولة)؛[بحاجة لمصدر] صوماليلاند؛ أوسيتيا الجنوبية؛ و‌ترانسنيستريا. (لم تعترف إسرائيل باستقلال أي من هذه الكيانات.)
- فرسان مالطة

### اعتراف جزئي
ليس لجزر القمر علاقات دبلوماسية رسمية مع إسرائيل، ولكن البلدان يشاركان في التجارة المتبادلة.
علي الرغم من إغلاق البعثات الدبلوماسية الإسرائيلية في البحرين والمغرب وعمان في 2000، فإن العلاقات التجارية والاقتصادية لا تزال مستمرة. ويشجع الاتحاد العالمي لليهود المغاربة، وهو منظمه يهودية خاصة غير حكومية، السياحة الإسرائيلية إلى المغرب.
يدخل المواطنون الإسرائيليون إلى كوريا الشمالية بجوازات سفر إسرائيلية، ولكن يطلب منهم، مثلهم مثل غيرهم من الزوار الأجانب، إيداع جوازات سفرهم لدى السلطات المحلية واستخدام الوثائق المحلية الصادرة خصيصًا للسياح.

## شمال أفريقيا والشرق الأوسط
في 1 أكتوبر 1994، أعلنت دول الخليج العربي عن تأييدها لإعادة النظر في المقاطعة العربية، وإلغاء المقاطعة الثانوية والثالثة ضد إسرائيل.

### الجزائر
في أواسط تسعينات القرن العشرين، وفي حين بدأت إسرائيل ودول شمال افريقيا ببطء العلاقات الدبلوماسية، ظلت الجزائر واحدة من البلدان الأخيرة التي نظرت في هذه الخطوة. ولم تقدم تعليقات حول التقارب إلا عندما التقى رئيس الوزراء الإسرائيلي إيهود باراك الرئيس الجزائري عبد العزيز بوتفليقة في مراسم تشييع العاهل المغربي الملك الحسن الثاني في 25 يوليو 1999.
لا تقيم الجزائر وإسرائيل علاقات دبلوماسية.

### البحرين
تعترف مملكة البحرين باسرائيل كدولة، والعلاقات الدبلوماسية والاقتصادية العامة بين البلدين قائمة.
في 2011، وسط انتفاضة الربيع العربي، كشفت برقيات ويكيليكس التي نشرت في صحيفة هاآرتس عن بعض العلاقات الخفية بين المسؤولين البحرينيين والإسرائيليين. وفي اجتماع مع السفير الأمريكي في فبراير 2005، تفاخر ملك البحرين حمد بن عيسى آل خليفة بالاتصال بوكالة الاستخبارات الوطنية الاسرائيليه، الموساد. وأشار إلى أن البحرين على استعداد لتطوير العلاقات في مجالات أخرى كذلك. وذكر أن الملك أصدر أوامر بأن البيانات الرسمية لا تستخدم عبارات مثل «العدو» و «الكيان الصهيوني» عند الإشارة إلى إسرائيل بعد الآن. بيد أنه رفض فكرة وجود علاقات تجارية، قائلًا أنها «مبكرة جدًا» وستؤجل حتى إقامة دولة فلسطين المستقلة.
في ديسمبر 2017، قام وفد بحريني مكون من 24 فردًا بزيارة إسرائيل، ولم يرحب الفلسطينيون بهذه الزيارة التي جاءت بعد إعلان الولايات المتحدة القدس عاصمة لإسرائيل، وطرد موظفو الأوقاف ومواطنون مقدسيون الوفد من باحة الحرم القدسي، وفي يونيو 2019 عُقد مؤتمر البحرين للسلام الاقتصادي، والذي عدته بعض الدول جزءًا من صفقة القرن.
في 11 سبتمبر 2020، أعلن الرئيس الأمريكي دونالد ترامب عن الاتفاق البحريني الإسرائيلي لتطبيع العلاقات بشكل كامل بين البلدين.

### مصر

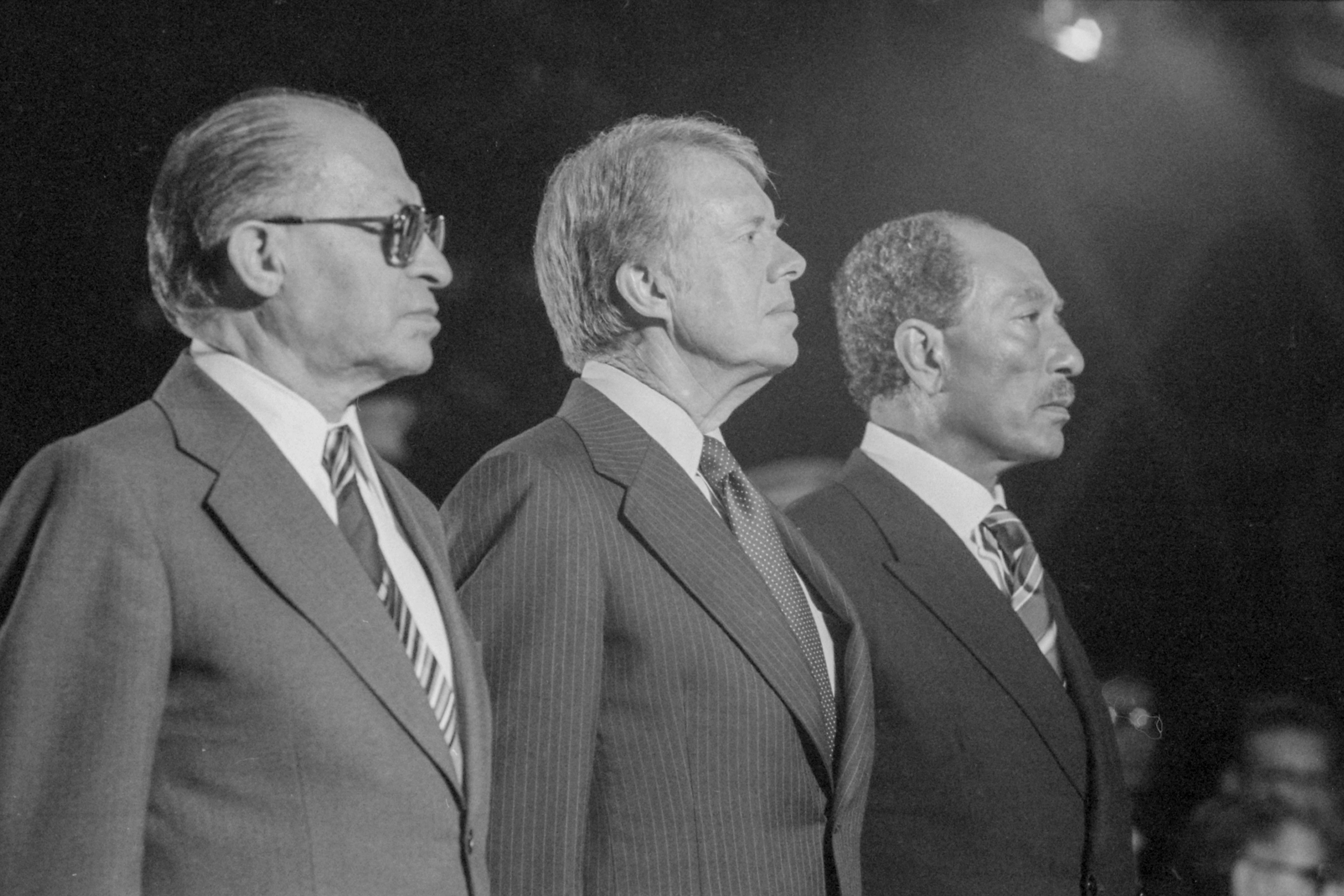
مناحم بيجن، جيمي كارتر، محمد أنور السادات في كامب ديفيد

كان لإسرائيل علاقات دبلوماسية كاملة مع مصر منذ توقيع معاهدة السلام المصرية الإسرائيلية في 1979. وبعد انتهاء نظام حسني مبارك خلال الربيع العربي 2011، أعلنت جماعة الإخوان المسلمين أن معاهدة السلام مع إسرائيل قد تطرح للاستفتاء.
وفقًا لاستطلاع رأي للحكومة المصرية عام 2006 من 1000 مصري (أجري في وقت النزاع الإسرائيلي اللبناني 2006)، يعتبر 92% من المصريين إسرائيل دولة عدوة. وفي إسرائيل، تم دعم اتفاقات كامب ديفيد 1978 بنسبة 85% من الإسرائيليين، وفقًا لاستطلاع للرأي أجراه مركز جافي للدراسات الاستراتيجية، ومقره في إسرائيل، في 2001.
وقد توسطت مصر في عده تفاهمات غير رسمية لوقف إطلاق النار بين إسرائيل والفلسطينيين.

### العراق
في أعقاب الغزو الأمريكي البريطاني للعراق عام 2003، كان الدبلوماسيون يُناقشون إمكانية تحسين العلاقات بين إسرائيل والعراق، لكن قال رئيس الوزراء العراقي آنذاك إياد علاوي في عام 2004 «إن العراق لن يُقيم علاقات مع إسرائيل.»

#### كردستان العراق
في عام 2006، قال رئيس حكومة إقليم كردستان مسعود بارزاني: «العلاقات مع إسرائيل ليست جريمة»، وأضاف إذا أقامت بغداد علاقات دبلوماسية مع إسرائيل، يمكننا فتح قنصلية في هُرَ (كردستان). نشر التلفزيون الإسرائيلي صورًا من الستينات تظهر مصطفى بارزاني يحتضن وزير الدفاع الإسرائيلي آنذاك موشيه دايان. وفي عام 2004، التقى مسؤولون إسرائيليون بزعماء سياسيين أكراد. في عام 2006، ذكرت هيئة الإذاعة البريطانية (بي بي سي) أن إسرائيل تقوم بتدريب الميليشيات الكردية في كردستان العراق. وفي نيسان/أبريل 2012، زُعم أن مسؤولين أكراد رفيعي المستوى جمعوا عائدات النفط العراقي وهربوه إلى إسرائيل عبر إقليم كردستان.

### الأردن

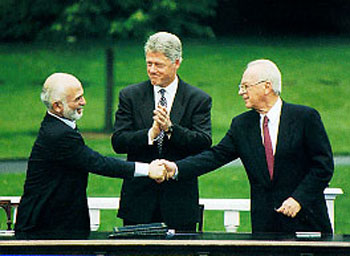
الملك حسين والرئيس الأميركي بيل كلينتون وإسحاق رابين أثناء معاهدة السلام الأردنية الإسرائيلية

إسرائيل لديها علاقات دبلوماسية كاملة في سلام مع الأردن مُنذ توقيع معاهدة السلام الأردنية الإسرائيلية في عام 1994، ولكن العلاقات لا تزال مُتوترة إلى حد ما. يُذكر بأن أكثر من نصف السكان الأردنيين هم من اللاجئين الفلسطينيين، الذين لديهم آراء سلبية في الغالب ضد إسرائيل.

### الكويت
العلاقات بين إسرائيل والكويت مقطوعة بشكل عام، والكويت جزء رئيسي من الصراع العربي الإسرائيلي. ولا تعترف الكويت بإسرائيل وترفض دخول أي شخص يحمل جواز سفر إسرائيلي أو وثائق سفر إسرائيلية. وتعارض الكويت مثل العديد من الدول العربية، تطبيع العلاقات مع إسرائيل.

### المغرب
وفي 10 كانون الأول/ديسمبر 2020، وافق المغرب على تطبيع العلاقات مع إسرائيل بوساطة أمريكية، وأعلنت الولايات المتحدة حق المغرب بالصحراء الغربية. وفي اليوم نفسه، وافقت الولايات المتحدة على بيع طائرات مسيرة متطورة إلى المغرب.

### قطر
تدهورت العلاقة بين قطر وإسرائيل بسبب دعم قطر لحماس، ويعتبرها البعض أنها وصلت إلي مرحلة العداء.

### السعودية
ليس لها أي علاقات مع إسرائيل لا توجد علاقات حقيقية بين المملكة العربية السعودية ودولة إسرائيل، ولا تحظى دولة إسرائيل منذ إعلانها عام 1948 باعتراف المملكة العربية السعودية . تعتبر المملكة العربية السعودية إسرائيل دولة عدوة لها. وتعتبر المملكة العربية السعودية من الدول الأعداء بالنسبة لإسرائيل. السعودية أيضا لا تقبل المواطنين الإسرائيليين على أراضيها. السعودية وإسرائيل يعارضون توسع النفوذ الإيراني في المنطقة.

## العلاقات مع الدول الإفريقية الواقعة إلى الجنوب من الصحراء الكبرى
تجمع إسرائيل علاقات دبلوماسية مع 42 دولة من أصل 44 دولة تقع إلى الجنوب من الصحراء الكبرى وليست عضوًا في جامعة الدول العربية، بما في ذلك عددًا من الدول ذات الأغلبية المسلمة.

### أنغولا
ترتكز العلاقات بين إسرائيل وأنغولا على التجارة والسياسة الخارجية. في عام 2005، زار الرئيس الأنغولي، جوزيه إدواردو دوس سانتوس، إسرائيل. في شهر مارس من عام 2006، بلغ حجم التجارة بين البلدين 400 مليون دولار. عُين أبراهام بنيامين سفيرًا لإسرائيل في أنغولا.

### بوتسوانا
أقام البلدان علاقات ثنائية في عام 1993، إلا أن أيًا من البلدين لم ينشئ قنصلية أو سفارة رسمية في البلد الآخر. مع ذلك، يتعاون البلدان في العديد من المبادرات الإنمائية.

### الكاميرون
يعد السيد هنري إيتوندي إيسومبا، سفير الكاميرون في إسرائيل في عام 2012، عميد السلك الدبلوماسي الكاميروني في إسرائيل.
انقطعت العلاقات بين البلدين في أعقاب حرب أكتوبر، واستعيدت في عام 1986. تجمع الكاميرون بإسرائيل اليوم العديد من العلاقات العسكرية والسياسية، إذ تقوم إسرائيل بتدريب وتسليح قوات الرد السريع في الكاميرون، وتصوت الكاميرون ضد العديد من القرارات المناهضة لإسرائيل في الأمم المتحدة.

### تشاد
في شهر نوفمبر 2018، زار الرئيس التشادي، إدريس ديبي، إسرائيل. وفي شهر يناير 2019، زار رئيس الوزراء الإسرائيلي، بنيامين نتنياهو تشاد، واستعيدت بعدها العلاقات الدبلوماسية بين البلدين.

### جيبوتي
لا تجمع إسرائيل بجيبوتي (العضو في جامعة الدول العربية) أي علاقات دبلوماسية أو تجارية رسمية. أُعلن، بعد اجتماع ضم مسؤولين من كلا البلدين في شهر سبتمبر من عام 1995، عن مجموعة من الخطط الرامية لافتتاح عدد من مكاتب الاتصال بين البلدين، قبل الشروع بالإعلان عن إقامة علاقات دبلوماسية بينهما. مع ذلك، لم يتم التوصل إلى اتفاق لإقامة هذه العلاقات حتى الآن.

### إريتريا
أقامت إريتريا علاقات مع إسرائيل بعد فترة وجيزة من استقلالها في عام 1993، رغم احتجاج الدول العربية. تعد العلاقات بين إسرائيل وإريتريا وثيقة. سبق للرئيس الإريتيري أن زار إسرائيل لتلقي العلاج. مع ذلك، أدانت إريتريا العمل العسكري الإسرائيلي على قطاع غزة خلال عامي 2008-2009. تعد العلاقات الإسرائيلية الإريتيرية معقدة بسبب علاقة إسرائيل الوثيقة مع إثيوبيا.

### إسواتيني
أقامت إسرائيل علاقات دبلوماسية مع إسواتيني في شهر سبتمبر 1968 فور حصولها على استقلالها عن المملكة المتحدة. كانت إسواتيني واحدة من الدول الإفريقية الثلاث الواقعة إلى الجنوب من الصحراء الكبرى (جنبًا إلى جنب مع ليسوتو ومالاوي) التي أبقت على علاقاتها الدبلوماسية الكاملة مع إسرائيل في أعقاب حرب أكتوبر عام 1973، ولم تقطع بعدها هذه العلاقات أبدًا.

### إثيوبيا
تعد إثيوبيا الحليف الرئيسي والأوثق لإسرائيل في القارة الإفريقية، ويعود ذلك إلى المصالح السياسية والدينية والأمنية المشتركة بين البلدين. مع ذلك، انقطعت العلاقات بين إثيوبيا وإسرائيل بين عامي 1973 و1989. أُطلق على العديد من البلدات الإثيوبية أسماء مستوطنات إسرائيلية توراتية، بما في ذلك ثالث أكبر المدن الإثيوبية، نظرت (التي تعرف اليوم باسم أداما). تدعم إسرائيل إثيوبا بخبراتها الفنية في مشاريع الري. يعيش الآلاف من اليهود الإثيوبيين (بيتا إسرائيل أو يهود الفلاشا) في إسرائيل. في عام 2012، عينت إسرائيل بيلانيش زيفاديا، أحد يهود الفلاشا من أصل إثيوبي، سفيرًا لها في إثيوبيا.

### غانا
أقيمت علاقات دبلوماسية بين إسرائيل وغانا فور حصول الأخيرة على استقلالها في عام 1957، وأبرم البلدان اتفاقية تجارية في 24 مايو 1968، كما أبرما اتفاقية للتعاون الثقافي في 1 مارس 1973.
قُطعت العلاقات بين البلدين في 28 أكتوبر 1973 بمبادرة من حكومة غانا، وذلك في أعقاب حرب أكتوبر. عادت العلاقات للتحسن في أعقاب المحاولات الإسرائيلية لمنع الدعم الغاني للسلطة الفلسطينية وزيارة وزير الخارجية الإسرائيلي، أفيغادور ليبرمان، إلى غانا في شهر سبتمبر 2009. وقع الطرفان، خلال تلك الزيارة، اتفاقية ثنائية للتعاون الزراعي، واستعيدت العلاقات الدبلوماسية بين البلدين بشكل كامل في شهر سبتمبر من عام 2011.

### غينيا
أقيمت العلاقات الدبلوماسية بين إسرائيل وجمهورية غينيا في عام 1958، إلا أنها واجهت توترًا نتيجة للحرب الباردة، إذ دعمت الحكومة الإسرائيلية السياسة الأمريكية، بينما وقفت حكومة غينيا إلى جانب السوفييت. انقطعت العلاقات بين البلدين بتاريخ 5 يونيو 1967 مع اندلاع حرب الأيام الستة بين مصر وإسرائيل، واستعيدت العلاقات بين البلدين بتاريخ 20 يوليو 2016، مع دعم إسرائيل لغينيا خلال حربها ضد فايروس إيبولا.

### كينيا
أقيمت علاقات دبلوماسية بين كينيا وإسرائيل في شهر ديسمبر 1963. افتتحت إسرائيل سفارة لها في العاصمة الكينية، نيروبي، وافتتحت كينيا بالمقابل سفارة لها في تل أبيب. في عام 2003، طلبت كينيا مساعدة إسرائيل في تطوير برنامج وطني للطاقة الشمسية. في عام 2006، أرسلت إسرائيل فريق بحث وإنقاذ مكونًا من 80 شخصًا إلى كينيا لإنقاذ مجموعة من الأشخاص العالقين تحت الأنقاض بعد انهيار مبنى متعدد الطوابق. في أعقاب الانتخابات الرئاسية الكينية لعام 2007، تبرعت إسرائيل بالأدوية لمستشفى مويل للتعليم والإحالة في بلدة إلدوريت.

### ليسوتو
كانت ليسوتو واحدة من الدول الإفريفية الثلاث الواقعة إلى الجنوب من الصحراء الكبرى (جنبًا إلى جنب مع كل من إيسواتيني ومالاوي) التي أبقت على كامل العلاقات الدبلوماسية التي تجمعها بإسرائيل في أعقاب حرب أكتوبر عام 1973.

### ليبيريا
كانت ليبيريا واحدة من الدول الإفريقية التي صوتت ب «نعم» لصالح قرار إعلان إسرائيل دولة يهودية مستقلة وذات سيادة.

### مدغشقر
ثمة العديد من الاتفاقيات الثنائية السارية الموقعة بين مدغشقر وإسرائيل.

### مالاوي
أقامت إسرائيل علاقات دبلوماسية مع مالاوي في شهر يوليو من عام 1964، فور حصول الأخيرة على استقلالها عن المملكة المتحدة. كانت مالاوي واحدة من الدول الإفريقية الثلاث الواقعة إلى الجنوب من الصحراء الكبرى (جنبًا إلى جنب مع كل من إيسواتيني وليسوتو) التي أبقت على كامل العلاقات الدبلوماسية التي تجمعها بإسرائيل في أعقاب حرب أكتوبر عام 1973، ولم تنقطع العلاقات التي تجمع الطرفين أبدًا.

### موريتانيا
أعلنت موريتانيا الحرب على إسرائيل بعد اندلاع حرب الأيام الستة في عام 1967، وعقب اتخاذ قرار جماعي من جانب جامعة الدول العربية بهذا الشأن (مع أنه لم تقبل موريتانيا رسميًا في الجامعة حتى شهر نوفمبر 1973). لم تتراجع موريتانيا عن هذا القرار حتى عام 1991.
لم تتبع موريتانيا خطوات الاعتراف بحق إسرائيل في الوجود كما فعلت معظم الدول العربية الأخرى لاحقًا، وظلت وفية لقرار الخرطوم لعام 1967 الذي نص على «لا صلح ولا اعتراف ولا تفاوض» مع إسرائيل.
تعد المعلومات العامة حول العلاقة التي تجمع إسرائيل بموريتانيا محدودة للغاية، ويمكن الاستدلال على العلاقة التي تجمع الطرفين من خلال مجموعة من العوامل غير المباشرة المعروفة، كالاجتماعات التي عقدت في الخفاء بين البلدين في عامي 1995 و 1996، وقيل أنها كانت بمبادرة من الرئيس الموريتاني، معاوية ولد سيدي أحمد الطايع، وافتتاح «قسم المصالح» غير الرسمي في السفارات الإسبانية لدى عاصمتي البلدين في عام 1996. أفضت هذه المبادرات إلى تبادل البلدين لممثلين دبلوماسيين بتاريخ 27 أكتوبر 1999. يمكن، من خلال الأدلة السابقة، الاستدلال على تراجع موريتانيا عن قرارها المتعلق بإعلان الحرب على إسرائيل بحلول ذلك الوقت.

## مزيد من القراءة
- أبو يوسف، عاطف (2014). «علاقات إسرائيل الدولية: السياقات والأدوات، الاختراقات والإخفاقات». المركز الفلسطيني للدراسات الإسرائيلية، (ردمك 9950330939)